# Клоксацилін
Клоксацилін — напівсинтетичний антибіотик з групи пеніцилінів для парентерального та перорального застосування. Препарат був розроблений у лабораторії фармацевтичної компанії «Beecham» у 1951 році.

## Фармакологічні властивості
Клоксацилін — напівсинтетичний антибіотик з групи пеніцилінів широкого спектра дії. Препарат має бактерицидну дію, що зумовлена порушенням синтезу клітинної стінки бактерій. До препарату чутливі такі мікроорганізми: стафілококи, Corynebacterium diphtheriae, Pseudomonas aeruginosa, Neisseria gonorrhoeae. Препарат стійкий до дії β-лактамаз, тому він може застосовуватись проти бактерій, що виробляють ці ферменти.

### Фармакокінетика
Клоксацилін швидко всмоктується в шлунково-кишковому тракті, біодоступність досягає 90%. Максимальна концентрація в крові препарату досягається протягом 1-2 годин. Препарат добре проникає у більшість тканин та рідин організму. Немає даних за метаболізм клоксациліну в організмі. Виводиться препарат з організму переважно з сечею в незміненому вигляді. Період напіввиведення препарату становить 30-60 хвилин, цей час може збільшуватись при нирковій недостатності.

## Показання
Клоксацилін застосовують переважно при захворюваннях, викликаних стафілококами, що нечутливі до бензилпеніциліну — інфекції шкіри та м'яких тканин(в тому числі абсцеси), кісток та суглобів (у тому числі остеомієліт). В комбінації з амоксициліном застосовується також при захворюваннях ЛОР-органів, захворюваннях нижніх дихальних шляхів(бронхіти, пневмонії, абсцес легень), інфекціях сечовивідних шляхів, менінгіті, сепсисі, бактеріальному ендокардиті.

## Побічна дія
При застосуванні клоксациліну найчастішими побічними ефектами є нудота, блювання, болі в животі, діарея та алергічні реакції (у тому числі анафілактичний шок), які частіше спостерігаються протягом перших 30 хвилин після застосування препарату.

## Протипокази
Клоксацилін протипоказаний при підвищеній чутливості до β-лактамних антибіотиків. З обережністю застосовується при вагітності та годуванні грудьми.

## Форми випуску
Клоксацилін випускається у вигляді порошку в флаконах для ін'єкцій по 0,25 та 0,5 г. Випускається також у вигляді комбінованого препарату по 0,25 г клоксациліну; 0,25 г амоксициліну та спор Lactobacillus sporogenes.

## Застосування у ветеринарії
Клоксацилін застосовується також у ветеринарії для лікування маститу у сухостійних корів.